# Trichomanes mougeotii
Trichomanes mougeotii är en hinnbräkenväxtart som beskrevs av V. d. Bosch. Trichomanes mougeotii ingår i släktet Trichomanes och familjen Hymenophyllaceae. Inga underarter finns listade.